# Isole Cocos (Keeling)
Il Territorio delle Isole Cocos (Keeling) (in inglese Territory of Cocos (Keeling) Islands, in malese delle Cocos: Pulu Kokos; in malese Wilayah Kepulauan Cocos (Keeling)), noto semplicemente come Isole Cocos o Isole Keeling, è un territorio esterno dell'Australia costituito da due atolli e 27 isole coralline. Le isole si trovano nell'Oceano Indiano, a metà strada tra Australia e Sri Lanka e relativamente a sud-ovest dell'isola indonesiana di Sumatra. Costituirono, dal 1827 al 1978, un regno autonomo, di tipo feudale, sotto il protettorato di Regno Unito e Australia.
Delle 27 isole coralline, solo due, West Island e Home Island, risultano abitate. La popolazione di circa 600 persone è composta principalmente da malesi di Cocos, che per lo più abbracciano il sunnismo e si esprimono in un dialetto che trae le sue origini dal malese come prima lingua. Il territorio è amministrato dal Dipartimento delle infrastrutture, dei trasporti, dello sviluppo regionale e delle comunicazioni del governo federale australiano come territorio esterno australiano e, insieme all'isola di Natale, situata a circa 960 | km di distanza a est, forma il raggruppamento amministrativo dei territori australiani dell'Oceano Indiano. Gli isolani godono comunque di un certo grado di autogoverno per mezzo del consiglio locale della contea. Molti servizi pubblici, inclusi sanità, istruzione e polizia, sono forniti dallo stato dell'Australia Occidentale: anche l'ordinamento giuridico è legato a tale entità amministrativa, salvo quanto diversamente stabilito dal governo federale. Il territorio utilizza inoltre i codici postali dell'Australia Occidentale.
Le isole furono scoperte nel 1609 dal capitano di mare britannico William Keeling, ma nessun insediamento avvenne fino all'inizio del XIX secolo. Uno dei primi coloni fu John Clunies-Ross, un mercante scozzese; gran parte dell'attuale popolazione dell'isola discende dai lavoratori malesi che egli portò a lavorare nella sua piantagione di palme da cocco, per la produzione di copra. La famiglia Clunies-Ross amministrò le isole come territorio privato per quasi 150 anni, con il capofamiglia generalmente riconosciuto come giudice locale. Gli inglesi annessero le isole nel 1857 e, per il secolo successivo, passarono prima sotto l'amministrazione coloniale di Ceylon e poi alla colonia di Singapore. In previsione dell'autonomia e poi indipendenza di Singapore il governo britannico staccò il territorio nel 1955 passandolo sotto l'Australia, sebbene fino al 1979 la quasi totalità delle proprietà immobiliari appartenesse ancora alla famiglia Clunies-Ross.

## Geografia fisica

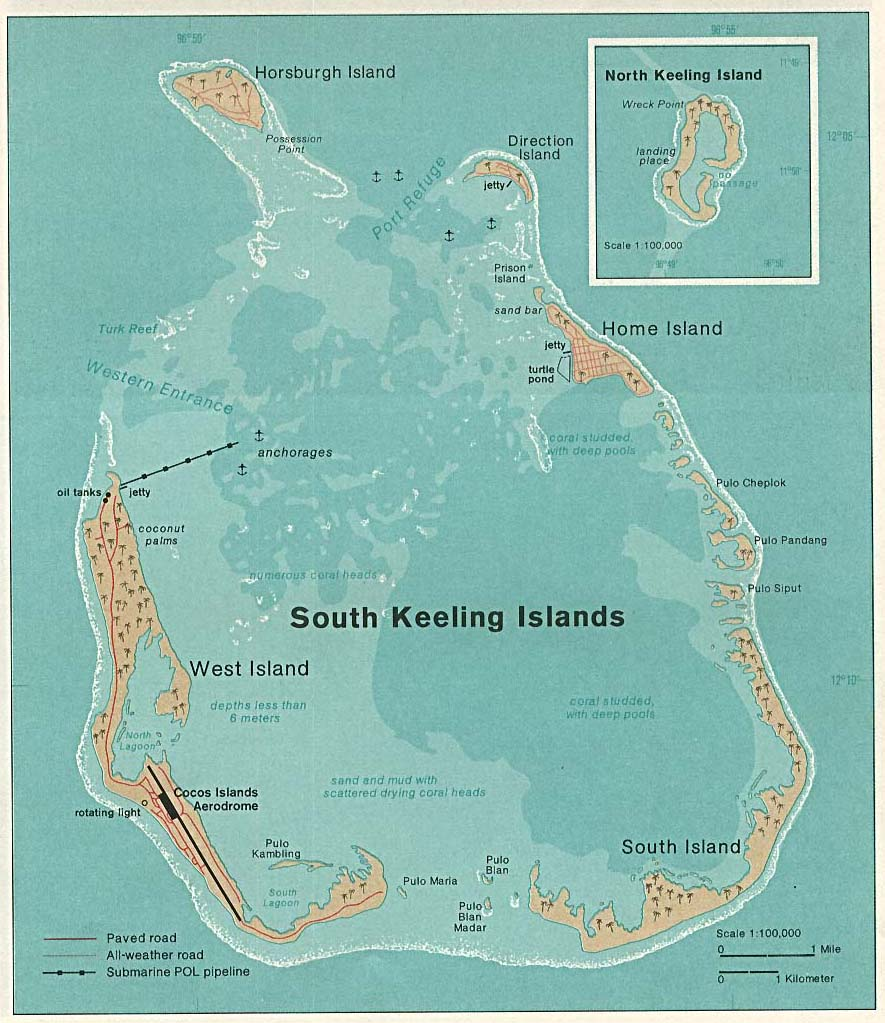
Mappa del 1976 delle Isole Keeling Meridionali

Le isole Cocos (Keeling) sono costituite da due atolli corallini pianeggianti con un'area di 14,2 km², 26 km di costa, la più alta elevazione di 5 m e ricoperta di una fitta vegetazione composta da palme da cocco e altre specie vegetali. Il clima è mite, moderato dagli alisei di sud-est per circa nove mesi all'anno e con precipitazioni moderate. Dei cicloni tropicali possono verificarsi nei primi mesi dell'anno.
North Keeling è un atollo costituito da una sola isola a forma di U, un anello quasi chiuso con una piccola apertura nella laguna, larga circa 50 m, sul lato est. L'isola misura 1,1 km² di estensione ed è disabitata: la laguna copre circa 0,5 km². North Keeling Island e il mare circostante nel raggio di 1,5 km dalla costa dal parco nazionale Pulu Keeling, istituito il 12 dicembre 1995.
Le isole di South Keeling compongono circa 24 isolotti individuali che formano un anello di atolli incompleto, con una superficie totale di 13,1 km². Solo Home Island e West Island sono popolate: i malesi di Cocos risiedono in alcune palafitte, chiamate pondoks, sulla maggior parte delle isole più grandi.
Di seguito una lista degli isolotti che compongono Cocos (Keeling) a partire da nord.
| Nr. | Isolotto (Nome malese) | Nome inglese           | Superficie (km²) |
| --- | ---------------------- | ---------------------- | ---------------- |
| 1   | Pulau Luar             | Horsburgh Island       | 1,04             |
| 2   | Pulau Tikus            | Direction Island       | 0,34             |
| 3   | Pulau Pasir            | Workhouse Island       | <0,01            |
| 4   | Pulau Beras            | Prison Island          | 0,02             |
| 5   | Pulau Gangsa           | Woeplace Islets        | <0,01            |
| 6   | Pulau Selma            | Home Island            | 0,95             |
| 7   | Pulau Ampang Kechil    | Scaevola Islet         | <0,01            |
| 8   | Pulau Ampang           | Canui Island           | 0,06             |
| 9   | Pulau Wa-idas          | Ampang Minor           | 0,02             |
| 10  | Pulau Blekok           | Goldwater Island       | 0,03             |
| 11  | Pulau Kembang          | Thorn Island           | 0,04             |
| 12  | Pulau Cheplok          | Gooseberry Island      | <0,01            |
| 13  | Pulau Pandan           | Misery Island          | 0,24             |
| 14  | Pulau Siput            | Goat Island            | 0,10             |
| 15  | Pulau Jambatan         | Middle Mission Isle    | <0,01            |
| 16  | Pulau Labu             | South Goat Island      | 0,04             |
| 17  | Pulau Atas             | South Island           | 3,63             |
| 18  | Pulau Kelapa Satu      | North Goat Island      | 0,02             |
| 19  | Pulau Blan             | East Cay               | 0,03             |
| 20  | Pulau Blan Madar       | Burial Island          | 0,03             |
| 21  | Pulau Maria            | West Cay               | 0,01             |
| 22  | Pulau Kambling         | Keelingham Horn Island | <0,01            |
| 23  | Pulau Panjang          | West Island            | 6,23             |
| 24  | Pulau Wak Bangka       | Turtle Island          | 0,22             |

Non esistono fiumi o laghi su nessuno dei due atolli: le risorse di acqua dolce sono limitate a lenti d'acqua sulle isole più grandi, accumuli sotterranei di acqua piovana che si trovano sopra l'acqua di mare. A queste fonti essenziali per gli abitanti del posto si accede perforando in punti precisi o costruendo pozzi poco profondi.

### Clima
Le isole Cocos (Keeling) hanno un clima tropicale (Af) secondo la classificazione dei climi di Köppen; l'arcipelago si trova approssimativamente a metà strada tra l'Equatore e il Tropico del Capricorno. Si distinguono nettamente due stagioni, quella delle piogge e quella secca. Il mese più piovoso è aprile, con un totale di precipitazioni pari a 262,6 mm, mentre il mese più secco è ottobre con 88,2 mm. La temperatura varia leggermente poiché la sua posizione è a una certa distanza dall'Equatore. Il mese più caldo è marzo, che fa registrare una temperatura massima media di 30 °C, mentre il mese più freddo è agosto con una temperatura media bassa di 24,3 °C.
| Stazione climatica dell'aeroporto di Cocos | Mesi | Mesi | Mesi | Mesi | Mesi | Mesi | Mesi | Mesi | Mesi | Mesi | Mesi | Mesi | Stagioni | Stagioni | Stagioni | Stagioni | Anno  |
| Stazione climatica dell'aeroporto di Cocos | Gen  | Feb  | Mar  | Apr  | Mag  | Giu  | Lug  | Ago  | Set  | Ott  | Nov  | Dic  | Est      | Aut      | Inv      | Pri      | Anno  |
| ------------------------------------------ | ---- | ---- | ---- | ---- | ---- | ---- | ---- | ---- | ---- | ---- | ---- | ---- | -------- | -------- | -------- | -------- | ----- |
| T. max. media (°C)                         | 29,8 | 29,9 | 30,0 | 29,8 | 29,3 | 28,6 | 28,1 | 28,1 | 28,2 | 28,6 | 29,0 | 29,4 | 29,7     | 29,7     | 28,3     | 28,6     | 29,1  |
| T. min. media (°C)                         | 25,1 | 25,2 | 25,4 | 25,5 | 25,4 | 24,8 | 24,3 | 24,3 | 24,2 | 24,5 | 24,8 | 24,8 | 25,0     | 25,4     | 24,5     | 24,5     | 24,9  |
| T. max. assoluta (°C)                      | 32,2 | 32,2 | 32,7 | 32,8 | 31,5 | 30,8 | 30,3 | 30,3 | 30,1 | 31,0 | 30,9 | 31,4 | 32,2     | 32,8     | 30,8     | 31,0     | 32,8  |
| T. min. assoluta (°C)                      | 21   | 20,1 | 19,8 | 22,2 | 21,2 | 21,5 | 20,5 | 20,8 | 21,2 | 21,3 | 20,8 | 21,2 | 20,1     | 19,8     | 20,5     | 20,8     | 19,8  |
| Precipitazioni (mm)                        | 154  | 182  | 231  | 263  | 205  | 212  | 220  | 105  | 86   | 88   | 97   | 94   | 430      | 699      | 537      | 271      | 1 937 |
| Giorni di pioggia                          | 12,9 | 14,2 | 18,3 | 18,3 | 18,9 | 19,2 | 21,4 | 17,2 | 13,5 | 10,1 | 10,1 | 10,6 | 37,7     | 55,5     | 57,8     | 33,7     | 184,7 |

Nel 1972 le isole Cocos sono state colpite dall'Uragano tropicale Angela.

## Ambiente naturale

### Flora

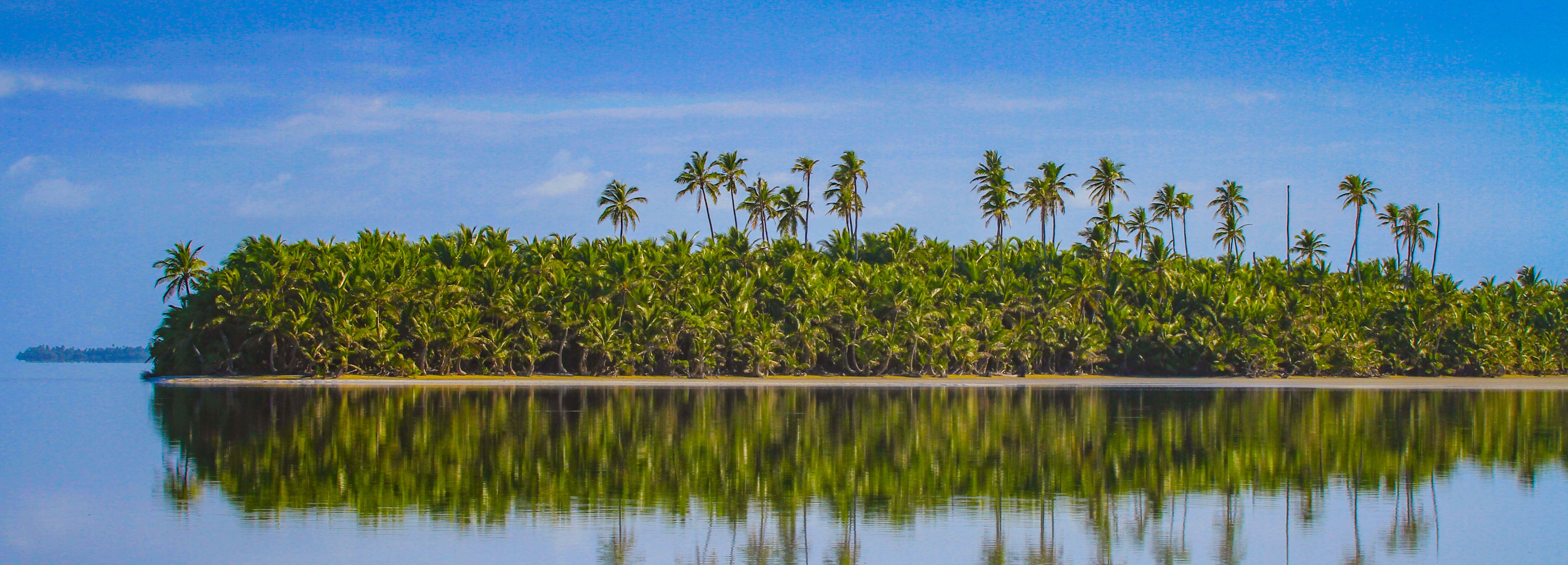
Foresta di palme sulla costa di uno degli atolli

Le tracheobionta consistono in circa 61 specie originarie delle 22 isole vegetate e 69 alloctone, la maggior parte delle quali confinate alle due isole abitate maggiori. Non esistono specie vegetali endemiche e quelle presenti sono perlopiù piante costiere disperse dal mare della regione dell'Indo-Pacifico. Sul litorale, gli alti arbusti visibili sono i Pemphis acidula e Cordia subcordata, che spesso crescono in popolamenti monospecifici. I boschi chiusi sono dominati da Cocos nucifera o Pisonia grandis.
Gran parte dell'area delle isole meridionali ha subito modifiche al fine di ospitare piantagioni di cocco, alterando la vegetazione presente prima dell'arrivo dell'uomo. North Keeling, a circa 25 km a settentrione, risulta protetta come parte del parco nazionale Pulu Keeling, dove si possono trovare 31 piante, di cui sei introdotte. La percentuale sale a circa la metà sull'atollo meridionale.
In un rapporto del 2002 all'ente gestore dell'area protetta, Parks Australia, delle molte specie introdotte nell'atollo meridionale, l'erba del Siam (Chromolaena odorata) è stata identificata come la più grave minaccia per l'habitat locale. La maggioranza delle piante introdotte include piante erbacee pantropicali, probabilmente giunte in zona dopo la costruzione dell'aeroporto nel 1944.

### Fauna

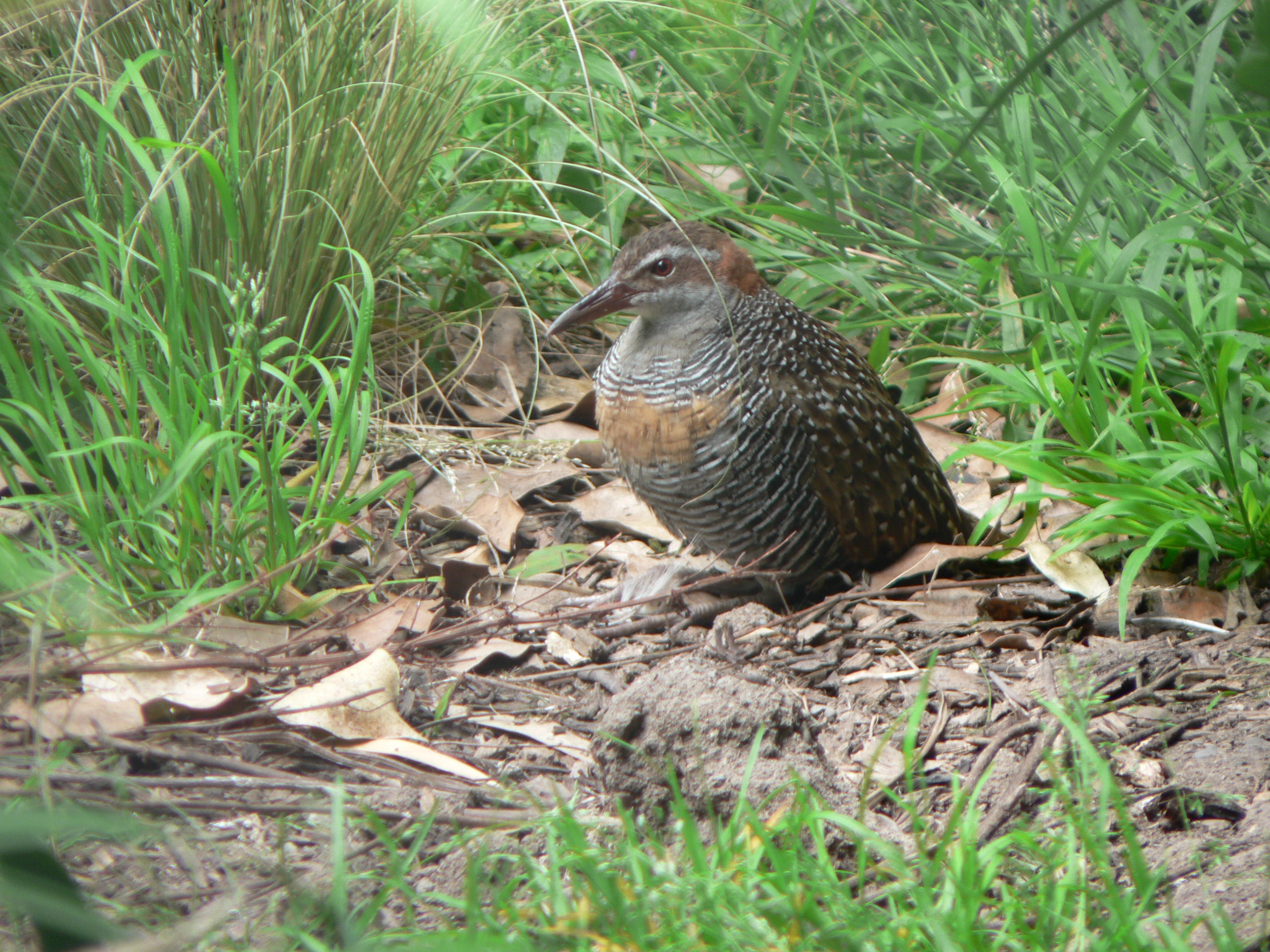
Il rallo di Cocos (Gallirallus philippensis andrewsi), l'unica specie endemica locale

Non deve sorprendere che la fauna terrestre locale sia scarna, in virtù delle ridotte aree terrestri, della lieve divergenza degli habitat e dell'isolamento dalla terraferma. Per inverso, le acque ospitano un ecosistema decisamente più ricco.
Trattandosi di due piccoli e remoti gruppi di isole a 24 km di distanza l'uno dall'altro nell'Oceano Indiano orientale, il numero di uccelli terrestri residenti (al contrario di quelli marini e trampolieri) è assai circoscritto. Tra questi rientrano l'endemico e a rischio di estinzione rallo di Cocos (Gallirallus philippensis andrewsi) la faraona mitrata (Numida meleagris), il gallo di Giava (Gallus varius), entrambi questi ultimi introdotti, la gallinella pettobianco (Amaurornis phoenicurus), la garzetta di Reef (Egretta sacra), la nitticora rossiccia (Nycticorax caledonicus) e l'occhialino di Natale (Zosterops natalis), anch'esso non nativo. Altre quattro specie di uccelli introdotte in loco non sono più visibili oggi. Occasionalmente, si registrano diversi uccelli terrestri, ma nessuno di essi si è stanziato in maniera definitiva.
I trampolieri migratori registrati presso le isole includono alcuni visitatori regolari e altri che ci fanno tappa nel corso delle migrazioni, senza però fermarsi per la riproduzione. Tuttavia, North Keeling è importante per l'allevamento di uccelli marini, con un numero considerevole di sule piedirossi (Sula sula), fregate maggiori (Fregata minor) e minori (Fregata ariel), sterne stolide brune (Anous stolidus) e sterne bianche (Gygis alba). Altri uccelli marini riproduttori includono la berta cuneata (Ardenna pacifica), la sula mascherata (Sula dactylatra), la sula fosca (Sula leucogaster), il fetonte codarossa (Phaethon rubricauda), il fetonte codabianca (Phaethon lepturus) e la sterna fuligginosa (Onychoprion fuscatus). È possibile che anche il petrello araldo (Pterodroma heraldica) si riproduca in zona.
Forse, prima dell'occupazione umana delle isole nel XIX secolo, gli uccelli marini si riprodussero su entrambi gli atolli; l'insediamento antropico e l'introduzione di roditori nell'atollo meridionale hanno impedito a numerose colonie di uccelli marini di seguire le vecchie abitudini, circoscrivendole solo all'atollo settentrionale di North Keeling. Sebbene gli isolani di Cocos visitassero regolarmente il Keeling settentrionale per cacciare uccelli marini, questa pratica cessò in gran parte con l'istituzione del parco nazionale di Pulu Keeling nel 1995. Non esistono mammiferi terrestri nativi: le due specie di roditori presenti, il topo comune (Mus musculus) e il ratto nero (Rattus rattus), sono state introdotte nell'atollo meridionale, mentre sono assenti da North Keeling. Anche i conigli furono inseriti a scopo venatorio, ma non figurano più attualmente nell'arcipelago. Due specie di cervi asiatici, il muntjak della Sonda (Muntiacus muntjak) e il sambar indiano (Rusa unicolor), furono introdotti in passato senza grande successo. I mammiferi marini di cui si ha notizia di spiaggiamenti o di un loro passaggio nei dintorni delle isole includono il dugongo (Dugong dugon), il tursiope indopacifico (Tursiops aduncus), l'orcella asiatica (Orcaella brevirostris), il globicefalo di Gray (Globicephala macrorhynchus), la megattera (Megaptera novaeangliae), lo zifio (Ziphius cavirostris) e il capodoglio (Physeter macrocephalus).
I rettili terrestri includono tre gechi e un serpente, che potrebbero essere stati tutti trasportati inavvertitamente sulle isole dagli esseri umani: si tratta del geco comune dalle squame lisce (Lepidodactylus lugubris), del geco quattro dita (Gehyra mutilata) e del geco delle case asiatico (Hemidactylus frenatus). Tra i rettili marini si rintracciano invece il serpente di mare dal ventre giallo (Pelamis platurus), il serpente di mare bocca gialla (Laticauda colubrina), la tartaruga verde (Chelonia mydas), la tartaruga embricata (Eretmochelys imbricata), la tartaruga bastarda olivacea (Lepidochelys olivacea), la caretta caretta (Caretta caretta) e la tartaruga liuto (Dermochelys coriacea).
Si registrano oltre 500 specie ittiche nelle zone pelagiche e in quelle più profonde: abbastanza ovunque su spiagge e fondali bassi si possono intravedere molluschi, echinodermi e crostacei di vario genere.

### Parco marino
Nel bilancio del 2021, il governo australiano ha impegnato 39,1 milioni di dollari australiani per istituire due nuovi parchi marini al largo dell'isola di Natale e delle isole Cocos (Keeling). I parchi copriranno fino a 740.000 chilometri quadrati di acque australiane.

## Storia

### Scoperta e insediamento umano

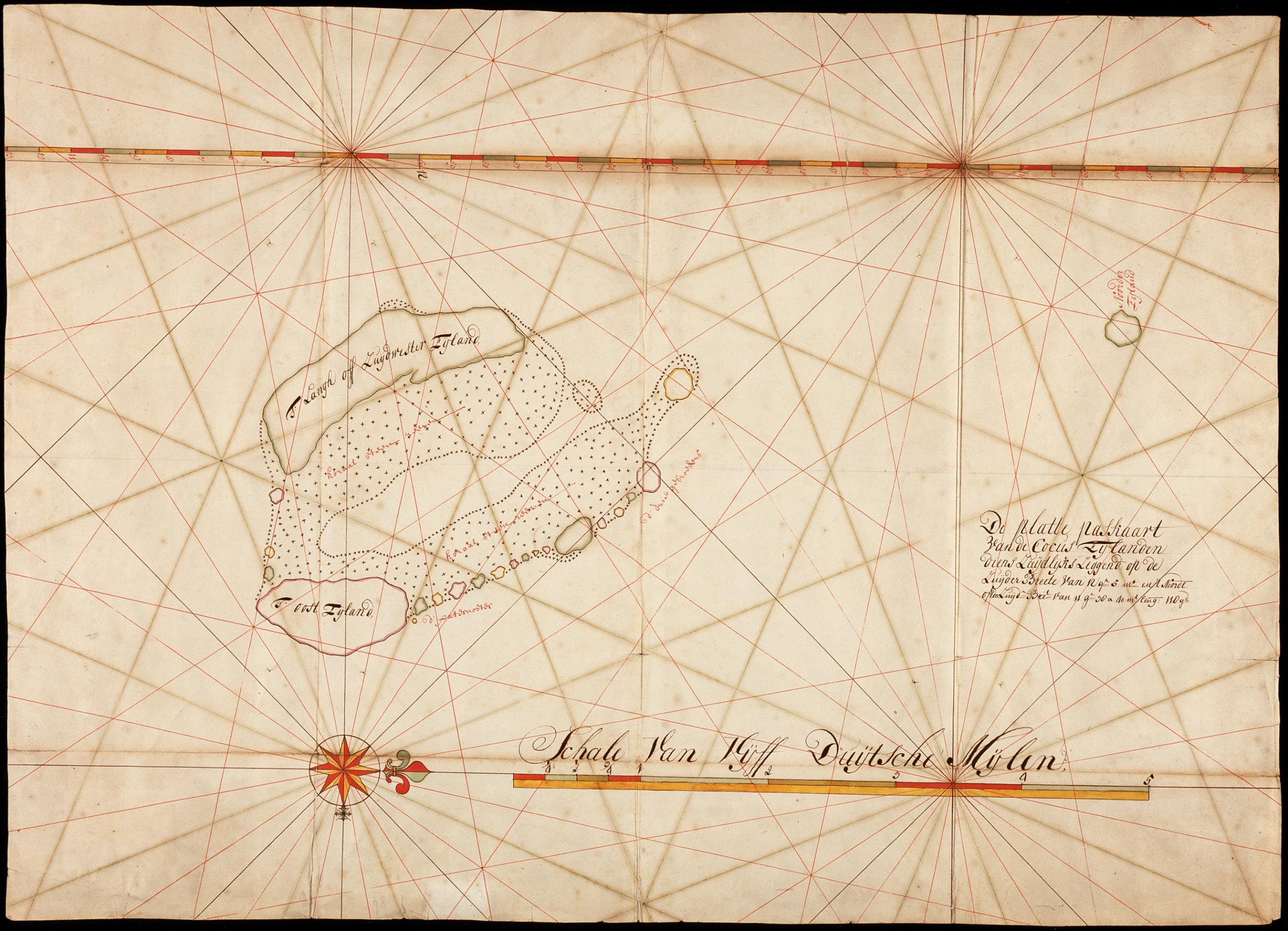
Carta bussola storica delle isole Cocos

L'arcipelago fu scoperto nel 1609 dal capitano William Keeling della Compagnia britannica delle Indie orientali, durante un viaggio di ritorno dalle Indie Orientali. Una prima mappa di North Keeling fu abbozzata nel 1749 da Ekeberg, un capitano svedese, la quale mostrava già la presenza di palme da cocco. Il luogo appare inoltre su una carta del 1789 prodotta dall'idrografo britannico Alexander Dalrymple.
Nel 1825 il marinaio scozzese John Clunies-Ross si fermò brevemente sulle isole durante un viaggio in India, piantando una bandiera britannica in loco e progettando di tornare e stabilirsi sulle isole con la sua famiglia in futuro. Il ricco inglese Alexander Hare aveva piani simili e assunse un capitano, per coincidenza fratello di Clunies-Ross, al fine di portare lui e un harem volontario costituito da 40 donne malesi nelle isole, dove sperava di stabilire la sua residenza personale. Hare aveva precedentemente prestato servizio a Banjarmasin, una città nel Borneo, e raccontò di "non poter limitarsi alla vita docile che la civiltà offre".
Clunies-Ross tornò due anni dopo con la moglie, i figli e la suocera e trovò Hare già stabilitosi sull'isola e che viveva con l'harem privato; tra i due nacque una disputa e gli otto marinai di Clunies-Ross "iniziarono subito l'invasione del nuovo regno per prenderne possesso, donne e tutti".
Dopo un po' di tempo, le donne di Hare iniziarono ad abbandonarlo, trovandosi invece compagni tra i marinai di Clunies-Ross. Scoraggiato, Hare lasciò l'isola e morì poi a Bencoolen nel 1834. Incoraggiato dai membri del vecchio harem, Clunies-Ross reclutò i malesi a venire sull'isola in cerca di lavoro e mogli.
I lavoratori venivano pagati com una valuta chiamata rupia di Cocos, coniata da John Clunies-Ross che poteva essere riscattata solo in loco e rimase valida per più di 60 anni.

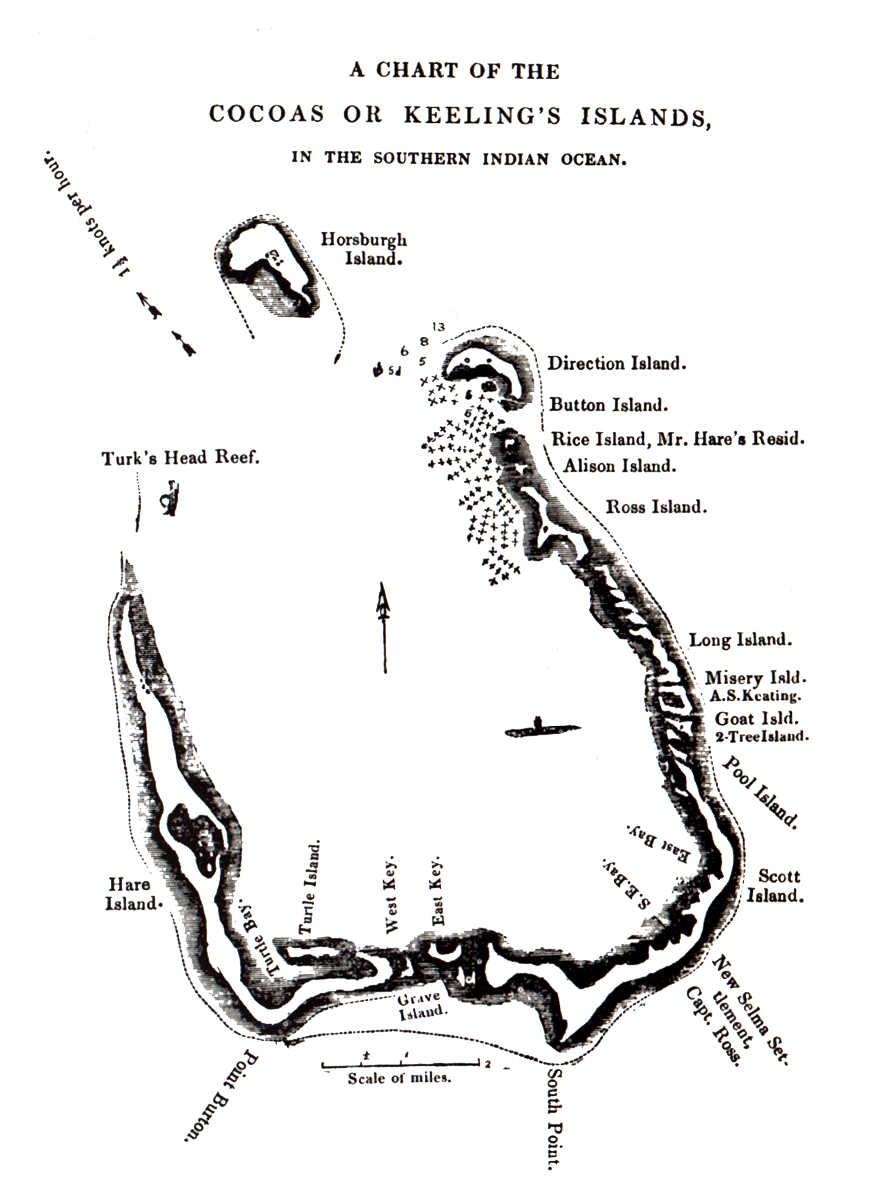
Mappa del 1840 delle Isole Cocos (Keeling)

Il 1º aprile 1836, l'HMS Beagle sotto il capitano Robert FitzRoy giunse per effettuare sondaggi e tracciare una descrizione dell'atollo come parte del secondo viaggio. Per il naturalista Charles Darwin, il quale era a bordo della nave, i rilevamenti avvalorsvano una teoria che egli aveva sviluppato su come si formassero gli atolli, in seguito espressa nel suo scritto La struttura e la distribuzione delle barriere coralline (in lingua originale The Structure and Distribution of Coral Reefs): anche qui studiò la storia naturale delle isole e raccolse dei campioni. L'assistente di Darwin, Syms Covington, notò che "un inglese [in realtà era scozzese] e la SUA famiglia, con circa sessanta o settanta mulatti del Capo di Buona Speranza, popolano una delle isole. Il capitano Ross, il governatore, è ora assente al Capo".

### Impero britannico
Le isole furono annesse dall'Impero britannico nel 1857 per mano del capitano Stephen Grenville Fremantle al comando del HMS Juno, il quale le rivendicò e nominò Ross II sovraintendente. Nel 1878, da lettere patenti, il governatore di Ceylon fu nominato funzionario delle isole e, con ulteriori autorizzazioni nel 1886, la responsabilità delle isole passò al governatore degli stabilimenti dello Stretto.
Nel frattempo, nel 1886, la regina Vittoria aveva, per contratto, concesso le isole per sempre a John Clunies-Ross, mentre le isole furono inserite nell'Insediamento dello Stretto sotto un Ordine del Consiglio del 20 maggio 1903. Il capo della famiglia godeva dello status semi-ufficiale come magistrato residente e rappresentante del governo.
Nel 1901 una stazione della funivia del telegrafo fu fondata su Direction Island: i cavi sottomarini procedevano verso Rodrigues, Mauritius, Batavia, Giava, Fremantle e l'Australia Occidentale. Nel 1910 fu istituita una stazione senza fili per comunicare con le navi di passaggio, mentre quella via cavo cessò di funzionare nel 1966.

### Prima guerra mondiale

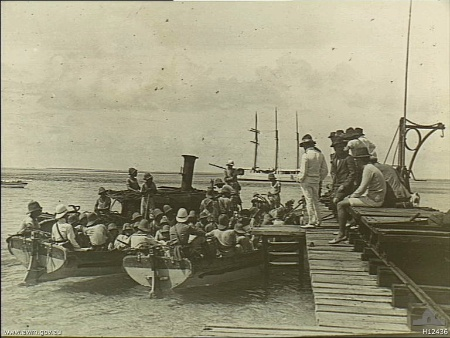
Una squadra di sbarco dall'incrociatore imperiale tedesco Emden lascia le isole Cocos (Keeling) verso Direction Island il 9 novembre 1914

La mattina del 9 novembre 1914, le isole divennero teatro della battaglia di Cocos, una delle prime battaglie navali della prima guerra mondiale. Una squadra di sbarco dell'incrociatore imperiale tedesco Emden prese possesso dell'area e disabilitò la stazione di comunicazione senza cavi e via cavo su Direction Island, ma non prima che la stazione fosse in grado di trasmettere una chiamata di soccorso. Un convoglio di truppe alleate stava passando nelle vicinanze e l'incrociatore australiano HMAS Sydney lasciò la scorta del convoglio allo scopo di indagare.
Il Sydney individuò all'orizzonte l'isola e la Emden alle 09:15, spingendo entrambe le imbarcazioni ad allestire i preparativi. Alle 11:20, la Emden, gravemente danneggiata, si arenò su North Keeling, mentre la nave da guerra australiana, anch'essa con varie riparazioni da effettuare, si lanciò all'inseguimento della carboniera tedesca Buresk, che si autoaffondò all'avvicinarsi dell'unità australiana intorno alle 16:00. In quel momento, il vessillo dell'Emden non era ancora stato ammainato, gesto di solito interpretato come volontà di proseguire i combattimenti. Non essendoci stata nessuna risposta alle istruzioni di abbassare la bandiera, una serie di colpi a salve fu sparata contro l'incrociatore arenato, dopodiché i tedeschi abbassarono le insegne e alzarono una bandiera bianca. La Sydney aveva l'ordine di accertare lo stato della stazione di trasmissione, ma tornò il giorno successivo per fornire assistenza medica ai tedeschi.
Le vittime a bordo della Emden furono 134 e 69 i feriti, rispetto ai quattro morti e i 16 feriti a bordo di Sydney. I sopravvissuti tedeschi furono presi a bordo dell'incrociatore australiano, che raggiunse il convoglio di truppe a Colombo il 15 novembre, quindi trasportati a Malta e consegnati i prigionieri all'esercito britannico. Altri 50 membri del personale tedesco della squadra di terra, impossibilitati a essere recuperati prima dell'arrivo della Sydney, requisirono una goletta e fuggirono da Direction Island, arrivando infine a Istanbul. La Emden fu l'ultima nave da guerra degli Imperi centrali attiva nell'Oceano Indiano o Pacifico, circostanza che permise alle truppe australiane e neozelandesi di navigare senza scorta navale e dirigersi altrove.

### Seconda guerra mondiale
Durante la seconda guerra mondiale, la stazione del cavo fu ancora una volta un collegamento vitale. Le Cocos apparivano preziose per l'individuazione della direzione da parte delle stazioni Y, il sistema di intelligence mondiale utilizzato durante il conflitto.
Gli Alleati temevano che le isole potessero essere convertite dai tedeschi al fine di realizzarvi un aeroporto funzionale a gestire le operazioni nell'Oceano Indiano. Dopo l'entrata in guerra del Giappone, i nipponici occuparono le isole vicine. Evitando di attirare la loro attenzione sulla stazione di Cocos e sulla guarnigione delle sue isole, l'ancoraggio degli idrovolanti tra le isole Direction e Horsburgh non fu mai utilizzato: Anche i trasmettitori radio sono stati tenuti in silenzio, tranne che in caso di emergenza.
Dopo la battaglia di Singapore nel 1942, le isole ricaddero territorialmente sotto Ceylon (Sri Lanka), mentre Direction e West Island furono poste sotto amministrazione militare. La guarnigione delle isole si componeva in principio di un plotone dei fucilieri africani del re dell'esercito britannico, situato sull'isola di Horsburgh, con due cannoni da 152,4 mm funzionali alla copertura degli ancoraggi. Gli abitanti locali vivevano al tempo tutti su Home Island e la preoccupazione costituita dai giapponesi era palpabile. Tuttavia, nonostante l'importanza del luogo come centro di comunicazione, i nipponici non eseguirono alcun tentativo né di razziarle né di occuparle e si accontentarono di inviare un aereo da ricognizione circa una volta al mese.
Nella notte tra l'8 e il 9 maggio 1942, 15 membri della guarnigione, delle Forze di difesa di Ceylon, si ammutinarono sotto la guida di Gratien Fernando. Si diceva che gli insorti fossero stati provocati dall'atteggiamento dei loro ufficiali britannici e che fossero anche presumibilmente ispirati dalla propaganda anti-britannica promossa dai giapponesi. Questi provarono ad assumere il controllo della batteria di cannoni sulle isole: sebbene l'ammutinamento fu sedato, gli attaccanti uccisero un soldato regolare e ferirono un ufficiale. Sette degli ammutinati furono condannati a morte in un processo che in seguito fu ritenuto essere stato condotto in modo improprio, sebbene vi fu l'ammissione di colpevolezza da parte dell'imputato. Quattro delle condanne, non quella di Fernando, furono poi commutate in altre pene. Si trattò degli unici uomini membri del Commonwealth britannico giustiziati per ammutinamento durante la seconda guerra mondiale.
Il 25 dicembre 1942, il sottomarino giapponese I-166 bombardò le isole senza però causare danni.
Più tardi durante la guerra, furono costruite due piste di atterraggio e tre squadroni di bombardieri vennero spostati sulle isole per condurre incursioni contro obiettivi giapponesi nel sud-est asiatico e per fornire supporto durante la reinvasione pianificata della Malesia britannica con l'Operazione Tiderace e la riconquista di Singapore. I primi aerei ad arrivare furono i Supermarine Spitfire Mk VIII dello squadrone numero 136 della RAF. Tra questi, rientravano alcuni bombardieri Liberator dello squadrone numero 321 della RAF (composto da membri delle forze olandesi in esilio in servizio con la Royal Air Force), anch'essi di stanza sulle isole. Quando nel luglio 1945 gli squadroni 99 e 356 giunsero a West Island, introdussero un quotidiano chiamato Atoll che riportava notizie di quanto stava accadendo nel mondo esterno. Gestito da aviatori durante le ore di riposo, raggiunse la fama quando numerose copie furono rilasciate dai bombardieri Liberator nei campi di prigionia sopra le teste delle guardie giapponesi.
Nel 1946 l'amministrazione delle isole tornò a Singapore ed entrò a far parte della colonia locale.

### Trasferimento all'Australia
Il 23 novembre 1955, le isole furono trasferite dal Regno Unito al Commonwealth dell'Australia. I passaggi legali per effettuare il trasferimento furono i seguenti:
- Il Parlamento del Commonwealth e il governo richiesero e acconsentirono alla promulgazione di una legge del Regno Unito allo scopo di eseguire il trasferimento del possesso.
- Il Cocos Islands Act, del 1955, autorizzava Sua Maestà, per ordine in Consiglio, a stabilire che le isole cessassero di far parte della Colonia di Singapore e fossero poste sotto l'autorità del Commonwealth.
- Con il Cocos (Keeling) Islands Act, nel 1955, il Parlamento del Commonwealth prevedeva l'accettazione delle isole come territorio sotto l'autorità dell'Australia e per il suo governo.
- L'Ordine in Consiglio delle Isole Cocos, emesso ai sensi del United Kingdom Act del 1955, a condizione che per il giorno stabilito (23 novembre 1955) le isole cessassero di far parte della colonia di Singapore e fossero poste sotto l'autorità del Commonwealth dell'Australia.

Pertanto, in sintesi, la separazione avvenne in tre fasi: separazione dalla colonia di Singapore; trasferimento dal Regno Unito e accettazione da parte dell'Australia.
H.J. Hull fu nominato come primo rappresentante ufficiale (oggi tale carica è detta amministratore) del nuovo territorio, essendo stato tenente comandante della Royal Australian Navy e rilasciato per tale scopo. In base alla Decisione 1573 del Gabinetto del Commonwealth del 9 settembre 1958, la nomina di Hull fu revocata e John William Stokes fu nominato distaccato dalla polizia del Territorio del Nord. Un comunicato stampa alla fine di ottobre 1958 dal ministro per i territori, Hasluck, lodò i tre anni di servizio di Hull su Cocos.
Stokes prestò servizio nella posizione dal 31 ottobre 1958 al 30 settembre 1960; i ricordi d'infanzia di suo figlio e le foto delle isole sono stati poi pubblicati. C.I. Buffett dell'Ordine dell'Impero Britannico dell'isola Norfolk gli succedette e prestò servizio dal 28 luglio 1960 al 30 giugno 1966, e in seguito agì come amministratore a Cocos e su Norfolk. Nel 1974 Ken Mullen scrisse un piccolo libro sugli anni trascorsi con moglie e figlio dal 1964 al 1966 lavorando a Direction Island.
Negli anni '70, l'insoddisfazione del governo australiano per lo stile di governo di stampo feudale dell'isola di Clunies-Ross aumentò. Nel 1978 l'Australia costrinse la famiglia a vendere le isole per la somma di 6.250.000 dollari australiani, adducendo come pretesto l'espropriazione per pubblico interesse. Di comune accordo, la famiglia ha mantenuto la proprietà di Oceania House, ovvero la residenza presente sull'isola. Nel 1983 il governo australiano rinnegò questo accordo e avvertì John Clunies-Ross della necessità di lasciare Cocos. L'anno seguente l'Alta Corte d'Australia stabilì che l'acquisizione era avvenuta secondo una procedura illegittima, ma il governo australiano ordinò che nessun affare governativo fosse concesso alla compagnia di navigazione di Clunies-Ross, un'azione che contribuì al suo fallimento. John Clunies-Ross attualmente vive a Perth, mentre alcuni membri della famiglia Clunies-Ross vivono ancora sulle Cocos.
Grandi preparativi furono intrapresi dal governo australiano per far sì che i malesi di Cocos potessero partecipare al referendum di autodeterminazione. Le discussioni iniziarono nel 1982, con l'obiettivo di tenere il referendum, sotto la supervisione delle Nazioni Unite, a metà del 1983. Secondo le linee guida sviluppate dal Comitato per la decolonizzazione delle Nazioni Unite, ai residenti dovevano essere offerte tre scelte: piena indipendenza, libera associazione o integrazione con l'Australia. L'ultima opzione appariva quella preferita sia dagli isolani che, tra l'altro, dal governo australiano. Un cambio di governo a Canberra dopo le elezioni australiane del marzo 1983 ritardò il voto di un anno. Mentre il consiglio di Home Island espresse la preferenza per un "voto" di consenso comune tradizionale, l'ONU insistette per un voto segreto. Il referendum si tenne infine il 6 aprile 1984, con la partecipazione di tutti i 261 isolani ammissibili, inclusa la famiglia Clunies-Ross: 229 votarono per l'integrazione, 21 per la libera associazione, nove per l'indipendenza, e due non indicarono alcuna preferenza. Negli ultimi anni sono accadute varie controversie tra la popolazione musulmana e quella non musulmana del posto.

#### Status di indigeni
I discendenti dei malesi di Cocos portati nelle isole dalla Malesia britannica, dalle Indie orientali olandesi, dal Sudafrica e dalla Nuova Guinea da Hare e da Clunies-Ross, che erano per lo più quando giunti lavoratori con debiti, schiavi o uomini dichiarati colpevoli a seguito di processi, nel 2019 hanno chiesto al governo federale australiano il riconoscimento come indigeni australiani.

## Toponimo

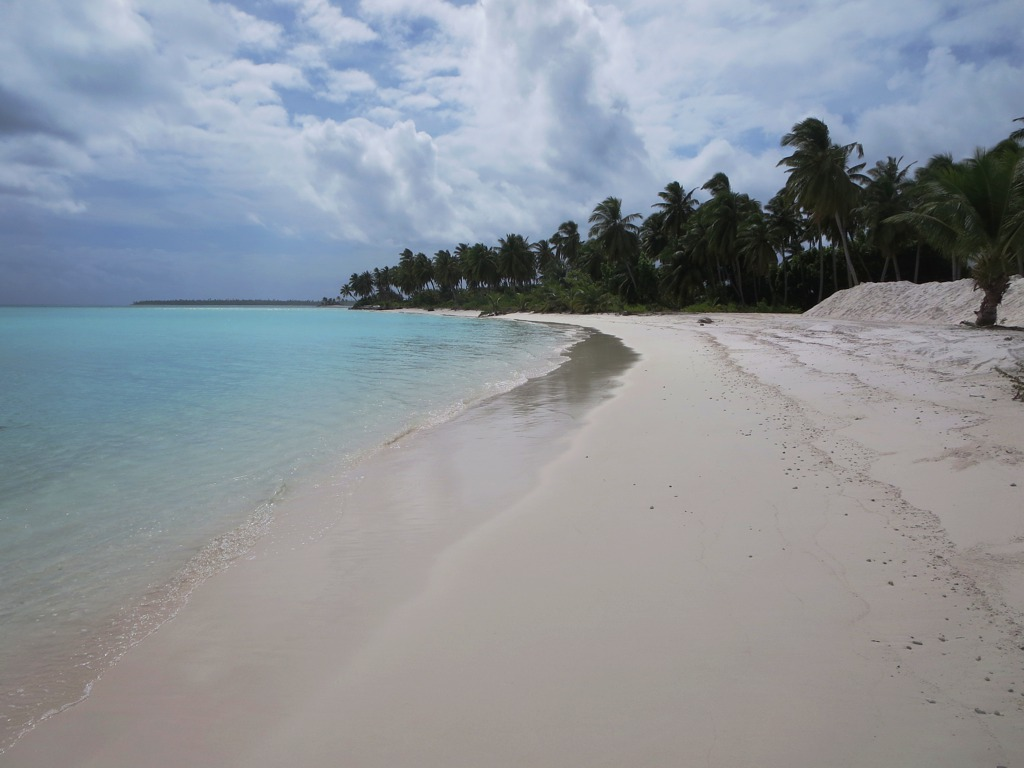
Spiaggia di Home Island

Le isole sono state chiamate nel corso della loro storia Cocos (dal 1622), Keeling (dal 1703), Cocos-Keeling (da James Horsburgh nel 1805) e Keeling-Cocos (XIX secolo). Il termine Cocos fa riferimento alla presenza abbondante di alberi da cocco, mentre Keeling si riferisce a William Keeling, che scoprì le isole nel 1609.
John Clunies-Ross, che navigò nel Borneo nel 1825, battezzò l'arcipelago isole corallo del Borneo, limitando Keeling a North Keeling, e definendo South Keeling "Cocos propriamente detta". La versione Isole Cocos (Keeling), attestata dal 1916, fu ufficializzata dal Cocos (Keeling) Islands Act nel 1955.
Il nome malese del territorio è Pulu Kokos (Keeling), come evince anche dai cartelli bilingue presenti in loco.

### Bandiera
Le Cocos e Keeling hanno una propria bandiera: di colore verde, nel cantone in alto a sinistra è raffigurata una palma all'interno di un disco dorato, al centro una luna crescente dorata e alla sua destra la rappresentazione della costellazione della Croce del Sud, come nella bandiera australiana. Il vessillo, usata non ufficialmente, è stato disegnato nel 2003 per la sede dell'amministratore locale.

## Cultura
Sebbene sia un territorio australiano, la cultura delle isole ha vaste influenze provenienti dalla Malesia e dall'Indonesia a causa della sua popolazione prevalentemente etnica malese.

### Arte

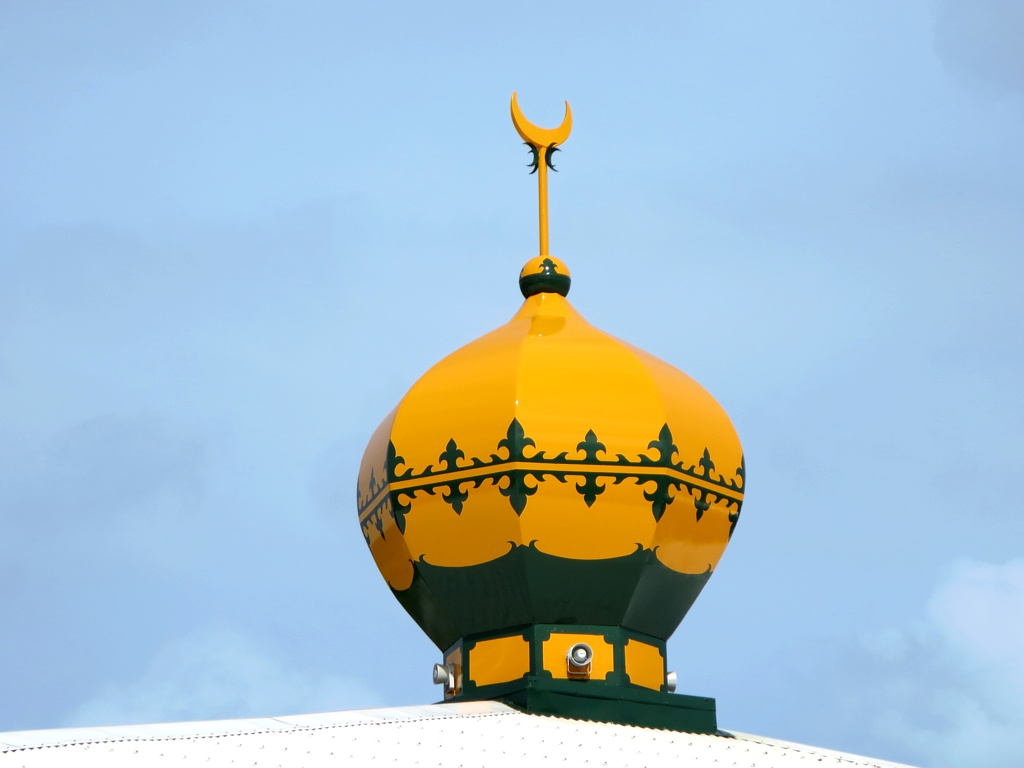
Cupola della moschea di West Island

La moschea di West Island su via Alexander è annoverata nell'elenco del Patrimonio del Commonwealth australiano.

### Istruzione
C'è una scuola nell'arcipelago, la Cocos Islands District High School, con campus situati sulla West Island (dall'asilo al decimo anno) e l'altra sulla Home Island (dall'asilo al sesto anno). Il CIDHS fa capo al dipartimento educativo dell'Australia Occidentale. L'istruzione scolastica è in inglese in entrambi i campus, con gli assistenti degli insegnanti di malese di Cocos che assistono i bambini più piccoli nella scuola materna, nella preparazione preliminare e nella prima elementare con il curriculum di inglese nel campus della Home Island.

## Società

### Demografia
██ Islam (75%)
██ Ateismo (13,4%)
██ Cristianesimo (5%)
██ Non indicato (6,5%)
██ Altro (0,1%)
Nel censimento del 2016, la popolazione delle isole ammontava a 544 persone, di cui il 75% di fede musulmana; il 69,6% si esprimeva in malese anziché in inglese nei contesti quotidiani. La popolazione delle due isole abitate è generalmente divisa tra l'etnia europea sull'isola occidentale (circa 100 persone) e la componente malese sull'isola madre (500).

### Importanza strategica
Le isole Cocos sono strategicamente importanti per la loro vicinanza alle rotte marittime negli oceani Indiano e Pacifico. Gli Stati Uniti e l'Australia hanno espresso interesse per stazionare droni di sorveglianza in loco. Reuters ha etichettato tale posizione come un placet australiano a una maggiore presenza americana nel sud-est asiatico, ma ha espresso perplessità temendo che si possano turbare i funzionari cinesi.
James Cogan ha scritto per conto del World Socialist Web Site che il piano volto a posizionare droni di sorveglianza a Cocos rientrava nel progetto dell'ex presidente degli Stati Uniti Barack Obama verso l'Asia, facilitando il controllo delle rotte marittime e consentendo alle forze statunitensi di imporre un eventuale blocco contro la Cina. Dopo che i piani per la costruzione di basi aeree sono stati segnalati dal Washington Post, il ministro della difesa australiano Stephen Smith ha affermato che il governo australiano considera le "Cocos come una posizione strategica potenzialmente a lungo termine, ma si tratta solo di un'ipotesi".

## Economia
Essendo pochi gli abitanti, si è sviluppata una piccola e crescente industria turistica incentrata su attività acquatiche o legate all'ambiente. Nel 2016 una spiaggia su Direction Island è stata nominata la migliore dell'Australia da Brad Farmer, un ambasciatore acquatico e costiero per il turismo in Australia e coautore di 101 Best Beaches 2017.
I piccoli orti locali e la pesca contribuiscono all'approvvigionamento alimentare, ma la maggioranza del cibo e degli altri servizi devono essere importate dall'Australia o altrove.
La Cocos Islands Cooperative Society Ltd. impiega operai edili, stivatori e marinai, mentre alcuni si occupano del settore terziario. Il tasso di disoccupazione era del 6,7% nel 2011.

## Amministrazione e politica
La capitale del territorio delle isole Cocos (Keeling) è West Island. Le modalità di gestione amministrativa delle isole si basano sul Cocos (Keeling) Islands Act 1955, con forti legami con l'ordinamento giuridico australiano. Le isole sono gestite da Canberra tramite un amministratore non residente nominato dal governatore generale facente capo al Dipartimento delle infrastrutture, dei trasporti, dello sviluppo regionale e delle comunicazioni. In precedenza, la responsabilità toccava al Dipartimento dei trasporti e dei servizi regionali (prima del 2007), al Dipartimento del ministro di giustizia (2007-2013), al Dipartimento delle infrastrutture e dello sviluppo regionale (2013-2017) e, infine, al Dipartimento delle infrastrutture, dello sviluppo regionale e delle città (2017-2020).
L'attuale amministratore è Natasha Griggs, nominata il 5 ottobre 2017 e tra l'altro in carico anche per l'isola di Natale: i due territori appartengono ai Territori australiani dell'Oceano Indiano. Il governo australiano fornisce servizi governativi attraverso l'Amministrazione dell'isola di Natale e del Dipartimento delle infrastrutture e dello sviluppo regionale. Stando ai termini del Territories Law Reform Act 1992 del governo federale, entrato in vigore il 1º luglio del 1992, le leggi dell'Australia Occidentale sono valide anche nelle Isole Cocos, "nella misura in cui esse possono applicarsi al Territorio"; la mancata o parziale applicazione di tali leggi è a discrezione del governo federale. La legge conferisce inoltre ai tribunali dell'Australia occidentale potere giudiziario sulle isole. Tuttavia, le Cocos rimangono costituzionalmente distinte dall'Australia occidentale e il potere dello Stato di legiferare per il territorio è un potere delegato dal governo federale. Il tipo di servizi tipicamente forniti da un governo statale altrove in Australia sono forniti dai dipartimenti del governo dell'Australia occidentale e da appaltatori, con i costi sostenuti dal governo federale.
Esiste anche un consiglio unicamerale della contea di Cocos con sette seggi. Un mandato completo ha durata quadriennale, anche se le elezioni si tengono ogni ventiquattro mesi.

### Politica federale
|                            |                            |  |        |        |
| -------------------------- | -------------------------- |  | ------ | ------ |
| Laburisti                  | Laburisti                  |  | 54,64% | 54,64% |
| Rise Up Australia          | Rise Up Australia          |  | 22,86% | 22,86% |
| Country Liberal            | Country Liberal            |  | 11,07% | 11,07% |
| Verdi                      | Verdi                      |  | 5,00%  | 5,00%  |
| Citizens Electoral Council | Citizens Electoral Council |  | 3,21%  | 3,21%  |
| HEMP/Sex                   | HEMP/Sex                   |  | 3,21%  | 3,21%  |

|                               |                               |  |        |        |
| ----------------------------- | ----------------------------- |  | ------ | ------ |
| Laburisti                     | Laburisti                     |  | 64,34% | 64,34% |
| Shooters, Fishers and Farmers | Shooters, Fishers and Farmers |  | 19,49% | 19,49% |
| Country Liberal               | Country Liberal               |  | 8,82%  | 8,82%  |
| Altri                         | Altri                         |  | 4,41%  | 4,41%  |
| Verdi                         | Verdi                         |  | 2,94%  | 2,94%  |

I residenti delle isole Cocos (Keeling), in quanto cittadini australiani, votano alle elezioni federali: gli isolani sono rappresentati alla Camera dei Rappresentanti dal membro della circoscrizione di Lingiari (nel Territorio del Nord) e al Senato dai senatori del Territorio del Nord. Alle elezioni federali del 2016, il Partito Laburista ha ricevuto la maggioranza assoluta dagli elettori di Cocos in entrambe le Camere dei rappresentanti e il Senato.

### Difesa e forze dell'ordine
La difesa è responsabilità della Australian Defence Force: non esistono comunque installazioni militari attive o personale di difesa sulle isole e l'amministratore può richiedere l'assistenza dell'Australian Defence Force, se necessario. Il Libro bianco della difesa australiana del 2016 affermava che il campo d'aviazione nell'isola sarebbe stato aggiornato per supportare gli aerei da pattugliamento marittimo del RAAF P-8 Poseidon.
L'applicazione della legge civile e la polizia di frontiera rispondono alla Polizia federale australiana. Lo schieramento in condizioni normali sull'isola vede la presenza di un sergente e un connestabile, coadiuvati da due membri speciali impegnati a livello locale che hanno poteri di polizia.

### Tribunali
Dal 1992, i servizi giudiziari sono stati forniti dal Dipartimento dell'Australia occidentale del Procuratore generale in base a un accordo di fornitura di servizi con il governo australiano. I tribunali cui è possibile adire sono quelli a cui è permesso accedere a qualsiasi cittadino dell'Australia Occidentale: il discorso vale anche per il registro delle nascite, delle morti, dei matrimoni e delle procedure relative cambio di nome.

### Assistenza sanitaria
Home Island e West Island dispongono di cliniche mediche che forniscono servizi sanitari di base, ma sull'isola non è possibile curare gravi patologie e lesioni e i pazienti vengono inviati a Perth per cure, distante 3.000 km.
Sono attualmente in vigore alcune restrizioni sanitarie per raggiungere l'isola dovute alla pandemia di COVID-19.

## Trasporti e comunicazioni

### Trasporti

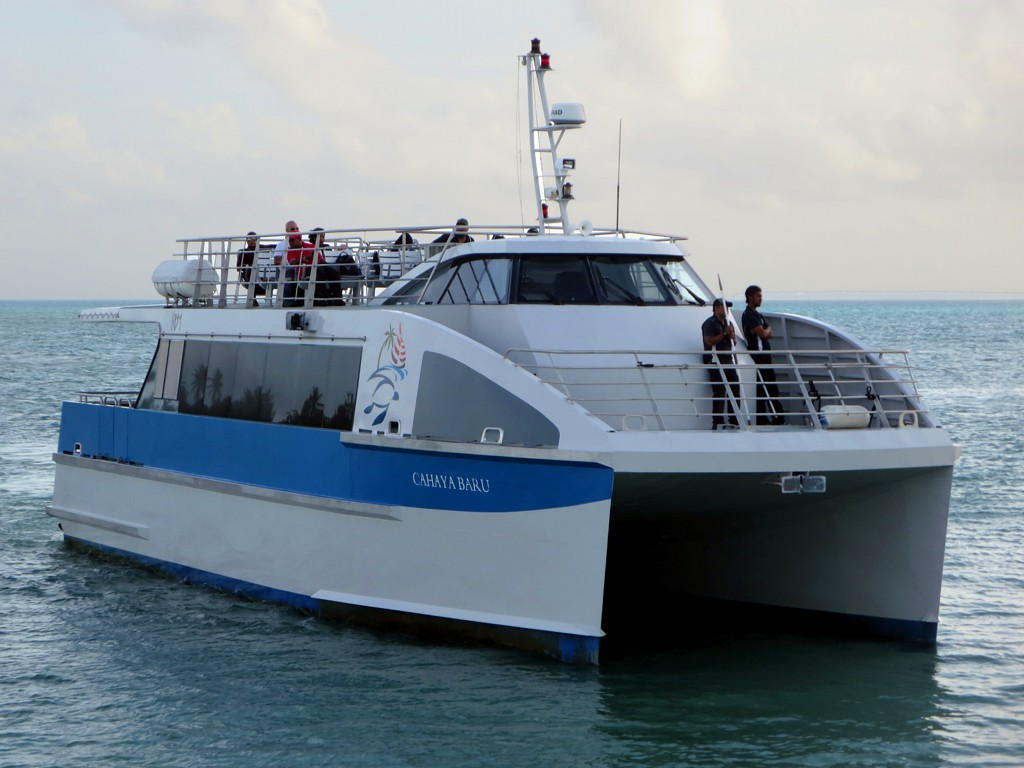
Catamarano carico di turisti nei dintorni degli atolli

Le isole Cocos (Keeling) sono attraversate da circa 15 km di strade. Un autobus turistico opera su Home Island, mentre un aeroporto ha sede sulla West Island e ospita una pista lunga 2.441 m. Virgin Australia gestisce servizi aerei di linea dall'aeroporto di Perth con scalo all'isola di Natale. Dopo il 1952, l'aeroporto locale fu scalo per i voli delle compagnie aeree tra l'Australia e il Sud Africa; Qantas e South African Airways si fermavano lì per fare rifornimento. L'arrivo di aerei a reazione a lungo raggio pose fine a questa esigenza nel 1967.
Un traghetto interisland, il Cahaya Baru, collega le isole West, Home e Direction. Vi è un piccolo porticciolo tra le isole di Horsburgh e Direction per le navi più grandi, mentre gli yacht hanno un'area di ancoraggio per loro predisposta a sud di Direction Island. Non esistono porti marittimi importanti di grande portata.

### Comunicazioni
Le isole sono collegate all'interno del sistema di telecomunicazioni australiano (con intervallo di numeri +61 8 9162 xxxx). I telefoni pubblici si trovano sia su West Island che su Home Island. Una rete di telefonia mobile GSM affidabile (numero +61 406 xxx), gestita da CiiA (Christmas Island Internet Association), opera sulle Isole Cocos (Keeling). Le schede SIM e le schede di ricarica possono essere acquistate dal Telecentro sulla West Island per accedere a questo servizio.
L'Australia Post fornisce servizi di posta con il codice postale 6799. Ci sono uffici postali su West Island e Home Island e le lettere e le raccomandate urgenti vengono inviate per via aerea due volte a settimana, ma tutta la restante posta viene inviata via mare e la consegna può richiedere fino a due mesi.

### Internet
.cc è il dominio di primo livello Internet del codice paese (ccTLD) per le isole Cocos (Keeling). È amministrato da VeriSign attraverso una società controllata eNIC, che lo promuove per la registrazione internazionale come "the next .com"; .cc è stato originariamente assegnato nell'ottobre 1997 alla eNIC Corporation di Seattle WA dalla IANA. Anche la Repubblica turca di Cipro del Nord utilizza il dominio .cc, insieme a .nc.tr.
L'accesso a Internet su Cocos è fornito da CiiA (Christmas Island Internet Association) tramite una stazione di terra satellitare sull'Isola occidentale e distribuito tramite una WAN wireless basata su PPPoE su entrambe le isole abitate. L'accesso occasionale a Internet è disponibile presso il Telecentre sulla West Island.
Il National Broadband Network ha annunciato all'inizio del 2012 che avrebbe esteso il servizio a Cocos nel 2015 tramite un collegamento satellitare ad alta velocità.

## Media
Le isole Cocos (Keeling) hanno accesso a una serie di moderni servizi di comunicazione; le stazioni televisive digitali vengono trasmesse dall'Australia occidentale via satellite e una stazione radio locale, la 6CKI o Voice of the Cocos (Keeling) Islands, è composta da volontari della comunità e fornisce alcuni contenuti locali.

### Giornali
Il Centro risorse della comunità delle Isole Cocos pubblica una newsletter quindicinale chiamata The Atoll. È disponibile in formato cartaceo ed elettronico.

### Televisione

#### Australiana
Le isole Cocos (Keeling) ricevono una serie di canali digitali dall'Australia Occidentale via satellite ed è trasmessa dall'edificio dell'aeroporto sulla West Island sulle seguenti frequenze VHF: ABC6, SBS7, WAW8, WOW10 e WDW11.

#### Malese
Dal 2013 in poi, l'isola di Cocos riceve quattro canali malesi via satellite: TV3, ntv7, 8TV e TV9.

## Inquinamento da plastica
Uno studio del 2019 condotto da Jennifer Lavers dell'Istituto di studi marini e antartici dell'Università della Tasmania pubblicato sulla rivista Scientific Reports ha stimato il volume di rifiuti di plastica sulle isole come circa 414 milioni di pezzi, per un peso di 238 tonnellate, il 93% dei quali giace sepolto sotto la sabbia. Nella pubblicazione si afferma che le indagini precedenti hanno valutato solo i rifiuti di superficie e, forse, "hanno drasticamente sottovalutato l'entità dell'accumulo di detriti". I rifiuti di plastica trovati nello studio consistevano principalmente in articoli monouso come bottiglie, posate di plastica, borse e cannucce.

## Galleria d'immagini

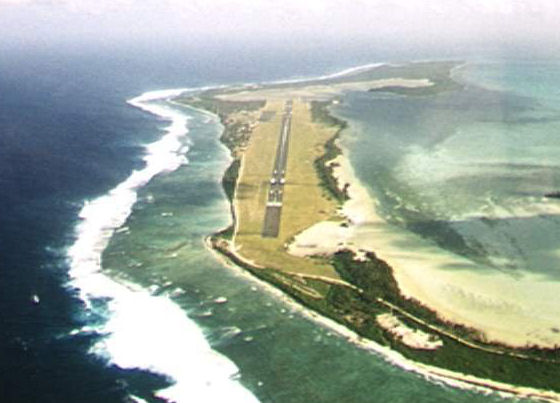
Veduta aerea dell'aeroporto delle isole Cocos (Keeling) (codice ICAO: YPCC)
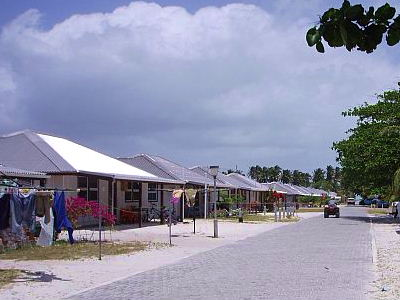
Home Island
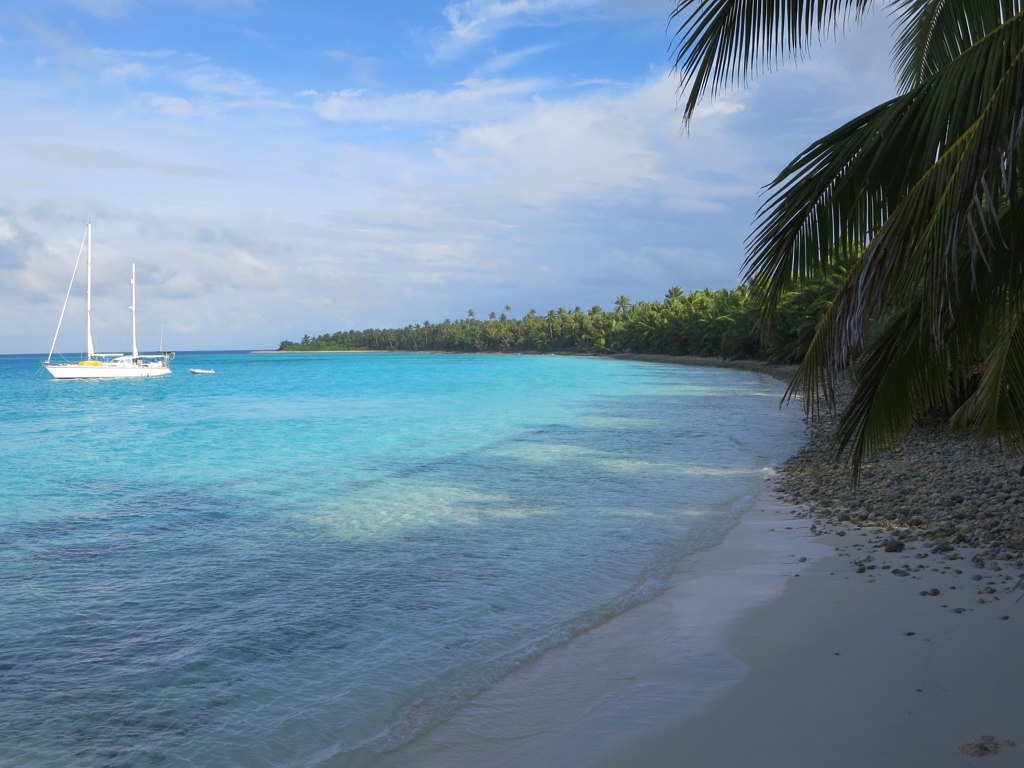
Yacht al largo delle isole
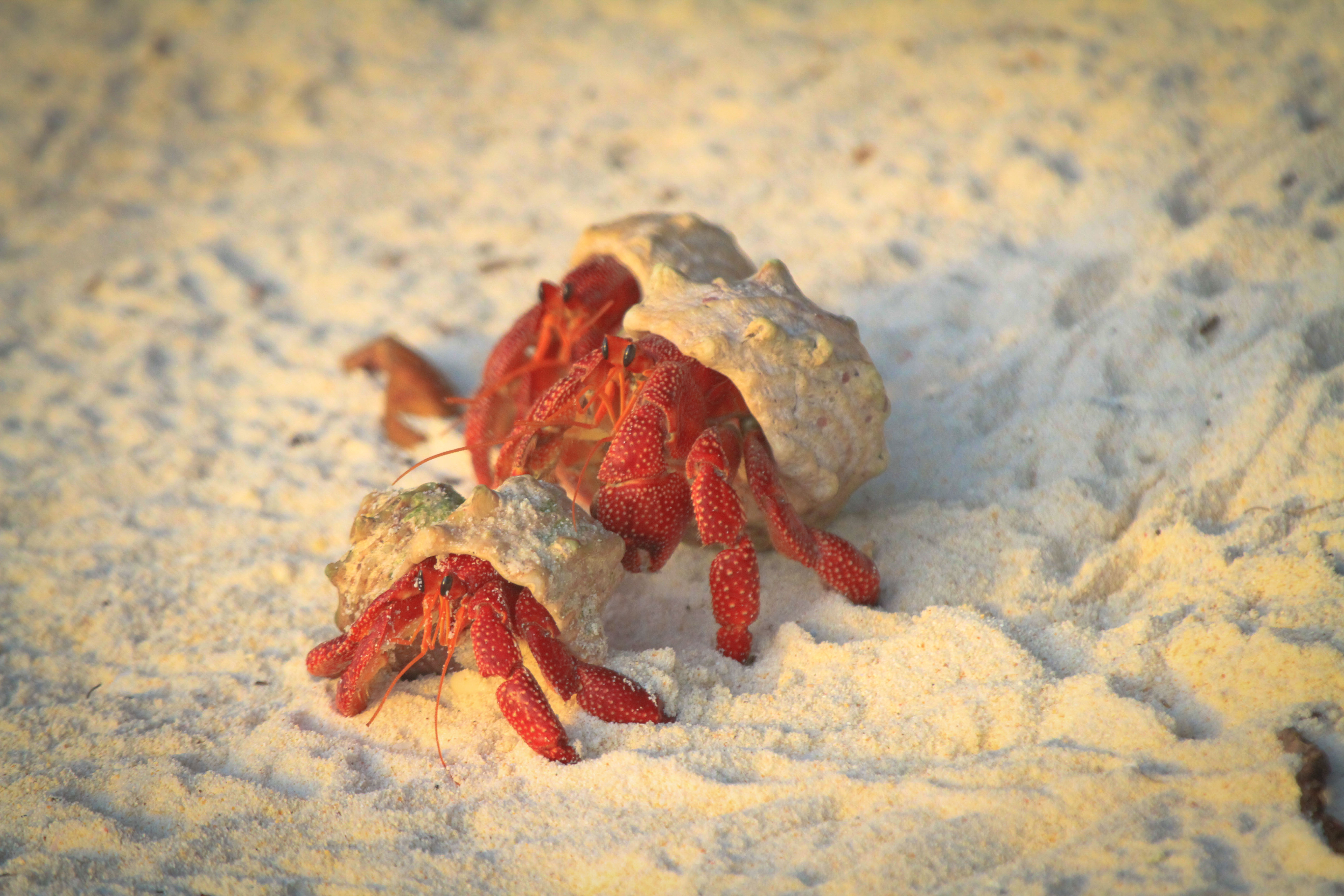
Granchi rossi su una spiaggia locale
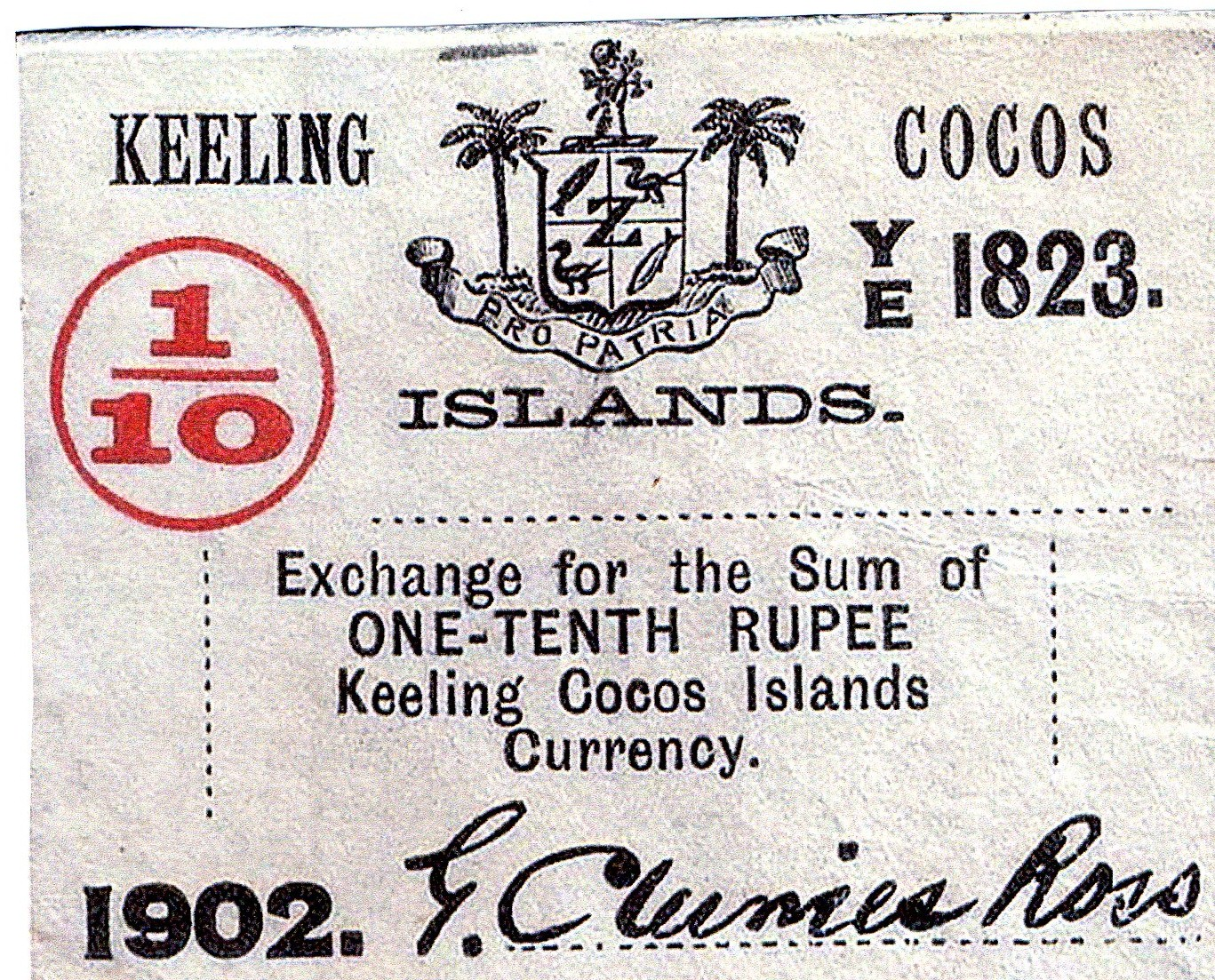
Banconota da un decimo di rupia di Cocos
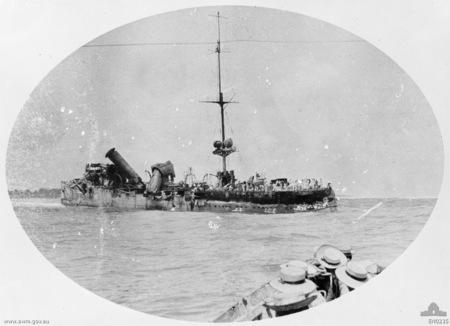
L'incursore tedesco Emden, distrutto dalla HMAS Sydney vicino alle isole Cocos. I marinai poco dopo salvati dalla Sydney si affollarono all'estremità ancora integra della nave. In primo piano, diversi membri dell'equipaggio della Sydney osservano dal proprio ponte di prua
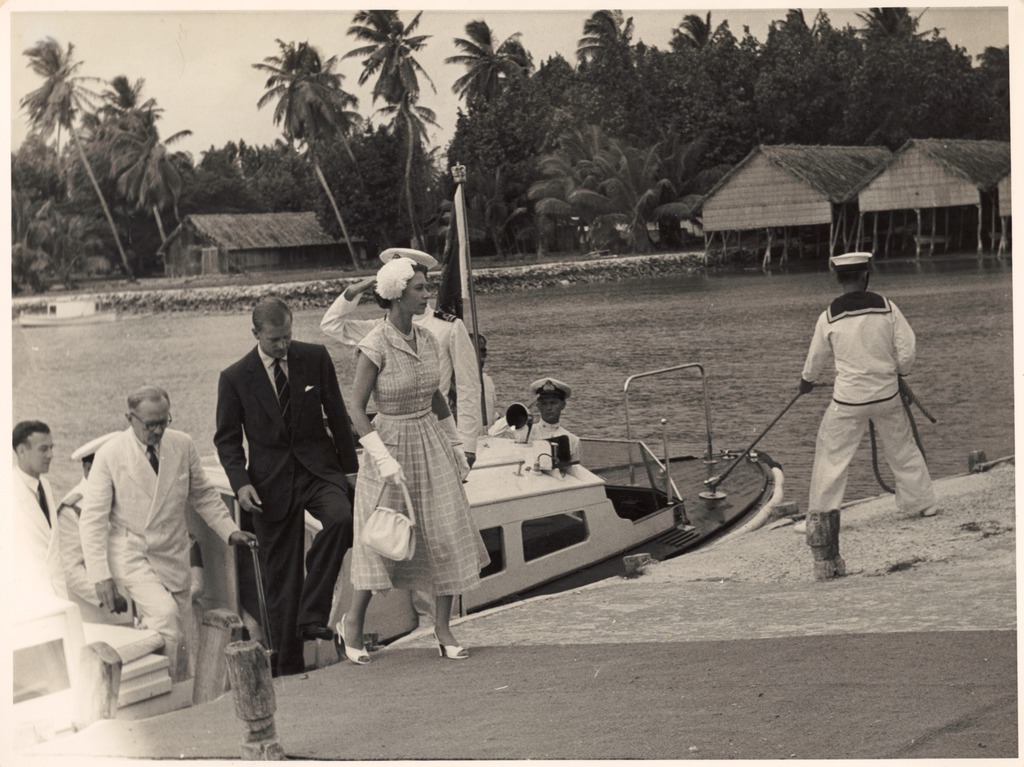
La regina Elisabetta II e il principe Filippo di Edimburgo arrivano alle isole Cocos, aprile 1954
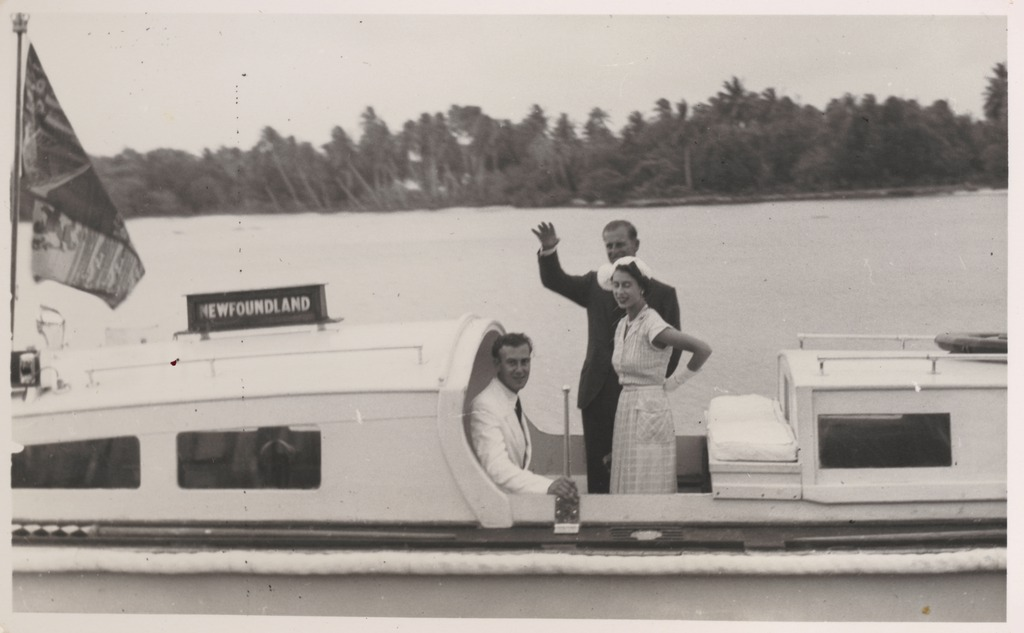
Il principe Filippo saluta mentre lui e la regina Elisabetta, accompagnati da John Clunies-Ross, tornano alla loro nave da Home Island (1954)